# ریوتا میکی
ریوتا میکی (انگلیسی: Ryota Miki؛ زادهٔ ۱۲ آوریل ۱۹۸۵) بازیکن فوتبال اهل ژاپن است.
از باشگاه‌هایی که در آن بازی کرده‌است می‌توان به باشگاه فوتبال گامبا اوساکا اشاره کرد.